# Heliocopris neptuniformis
Heliocopris neptuniformis är en skalbaggsart som beskrevs av Felsche 1907. Heliocopris neptuniformis ingår i släktet Heliocopris och familjen bladhorningar. Inga underarter finns listade i Catalogue of Life.